# Copa Challenge zambiana de futbol
La Copa Challenge zambiana de futbol (oficialment Zambia Challenge Cup o BP Top Eight Cup) és una competició futbolística per eliminatòries de Zàmbia. Es creà l'any 1962. La disputen els vuit primers classificats de la lliga.
Fou anomenada Northern Rhodesian Challenge Cup abans de la independència, quan només hi podien prendre part clubs de jugadors blancs. També s'anomenà BAT Challenge Cup (1962-68), Shell Challenge Cup (1969-1981) i BP Challenge Cup (des de 1982) per patrocini.

## Historial
Font:
- 1962 : City of Lusaka FC
- 1963 : City of Lusaka FC
- 1964 : Rhokana United
- 1965 : Nchanga Rangers
- 1966 : Rhokana United
- 1967 : Mufulira Wanderers
- 1968 : Mufulira Wanderers
- 1969 : Mufulira Wanderers
- 1970 : Kabwe Warriors
- 1971 : Kitwe United
- 1972 : Kabwe Warriors
- 1973 : Nchanga Rangers
- 1974 : Roan United
- 1975 : Green Buffaloes FC
- 1976 : Nchanga Rangers
- 1977 : Green Buffaloes FC
- 1978 : Mufulira Wanderers
- 1979 : Green Buffaloes FC
- 1980 : Ndola United
- 1981 : Green Buffaloes FC
- 1982 : Red Arrows
- 1983 : Roan United
- 1984 : Mufulira Wanderers
- 1985 : Green Buffaloes FC
- 1986 : Mufulira Wanderers
- 1987 : Zanaco FC
- 1988 : Zanaco FC
- 1989 : Kabwe Warriors
- 1990 : Power Dynamos
- 1991 : Kabwe Warriors
- 1992 : Nkana FC
- 1993 : Nkana FC
- 1994 : Mufulira Wanderers
- 1995 : Roan United
- 1996 : Mufulira Wanderers
- 1997 : Mufulira Wanderers
- 1998 : Nkana FC
- 1999 : Nkana FC
- 2000 : Nkana FC
- 2001 : Power Dynamos
- 2002 : Kabwe Warriors
- 2003 : Kabwe Warriors
- 2004 : Kitwe United
- 2005 : Kabwe Warriors
- 2006 : Zanaco FC
- 2007 : Kabwe Warriors
- 2008 : Lusaka Dynamos FC